# Doratogonus rugifrons
Doratogonus rugifrons là một loài cuốn chiếu thuộc họ Spirostreptidae. Chúng thường được tìm thấy ở Botswana, Namibia, Nam Phi và Zimbabwe.